# Anton Igorewitsch Babikow
Anton Igorewitsch Babikow  (russisch Антон Игоревич Бабиков; engl. Transkription Anton Babikov; * 2. August 1991 in Ufa, Baschkirische ASSR, Sowjetunion) ist ein russischer Biathlet. Sein größter Erfolg ist der Weltmeistertitel mit der russischen Herrenstaffel 2017.

## Karriere
Anton Babikow gab sein internationales Debüt im Rahmen der Juniorenrennen der Sommerbiathlon-Weltmeisterschaften 2012 in Ufa. Dort wurde er Achter des Sprints, Fünfter der Verfolgung und gewann mit Olga Podtschufarowa, Olga Kalina und Alexei Kornew den Titel im Mixed-Staffelrennen. 2012 debütierte er in Ostrow im IBU-Cup und gewann als 34. sogleich Punkte. 2014 erreichte er als Achtplatzierter eines Sprints in Ruhpolding seine erste Top-Ten-Platzierung in der zweithöchsten Rennserie des internationalen Biathlonsports. 2014 nahm er in Nové Město na Moravě an seinen ersten Biathlon-Europameisterschaften teil. Im Sprint wurde er noch 13., verbesserte sich im darauf basierenden Verfolgungsrennen trotz dreier Schießfehler bis auf den dritten Rang hinter Maxim Zwetkow und Lars Helge Birkeland und verpasste eine zweite Medaille mit der Staffel an der Seite von Sergei Korastylew, Timofei Lapschin und Maxim Zwetkow um einen Rang.

## Statistiken

### Weltcupsiege
| Nr. | Datum         | Ort       | Disziplin  |
| --- | ------------- | --------- | ---------- |
| 1.  | 4. Dez. 2016  | Östersund | Verfolgung |
| 2.  | 20. Jan. 2022 | Antholz   | Einzel     |

| Nr. | Datum         | Ort             | Disziplin              |
| --- | ------------- | --------------- | ---------------------- |
| 1.  | 18. Feb. 2017 | Hochfilzen (WM) | Staffel 1              |
| 2.  | 8. Jan. 2022  | Oberhof         | Single-Mixed-Staffel 2 |

### Biathlon-Weltcup-Platzierungen
Die Tabelle zeigt alle Platzierungen (je nach Austragungsjahr einschließlich Olympische Spiele und Weltmeisterschaften).
- 1.–3. Platz: Anzahl der Podiumsplatzierungen
- Top 10: Anzahl der Platzierungen unter den ersten zehn (einschließlich Podium)
- Punkteränge: Anzahl der Platzierungen innerhalb der Punkteränge (einschließlich Podium und Top 10)
- Starts: Anzahl gelaufener Rennen in der jeweiligen Disziplin
- Staffel: inklusive Mixed- und Single-Mixed-Staffeln

| Platzierung               | Einzel | Sprint | Verfolgung | Massenstart | Staffel | Gesamt |
| ------------------------- | ------ | ------ | ---------- | ----------- | ------- | ------ |
| 1. Platz                  | 1      |        | 1          |             | 2       | 4      |
| 2. Platz                  |        |        |            |             | 3       | 3      |
| 3. Platz                  |        |        |            | 1           | 4       | 5      |
| Top 10                    | 2      | 3      | 4          | 4           | 15      | 28     |
| Punkteränge               | 5      | 14     | 18         | 10          | 15      | 62     |
| Starts                    | 7      | 31     | 21         | 10          | 15      | 84     |
| Stand: Saisonende 2021/22 |        |        |            |             |         |        |

### Olympische Winterspiele
Ergebnisse bei Olympischen Winterspielen:
|                                             | Einzelwettbewerbe | Einzelwettbewerbe | Einzelwettbewerbe | Einzelwettbewerbe | Staffelwettbewerbe | Staffelwettbewerbe |
| Sprint                                      | Verfolgung        | Einzel            | Massenstart       | Herrenstaffel     | Mixedstaffel       |                    |
| ------------------------------------------- | ----------------- | ----------------- | ----------------- | ----------------- | ------------------ | ------------------ |
| Olympische Winterspiele 2018 \| Pyeongchang | 57.               | 40.               | 16.               | –                 | –                  | 9.                 |